# Collaboration russe pendant la Seconde Guerre mondiale
Pour les articles homonymes, voir Roa.

Croix de saint André, drapeau utilisé par les collaborateurs russes

La collaboration russe pendant la Seconde Guerre mondiale désigne la collaboration politique, économique et militaire de citoyens d'URSS et aussi de Russes blancs (de l'ancien Empire russe) avec les forces d'occupation allemandes de l'Union soviétique durant la Seconde Guerre mondiale.

## URSS-Russie-Ukraine-Biélorussie-Pays baltes
Les événements historiques qui se sont déroulés avant la dissolution de l'URSS ont eu des conséquences historiques qui actuellement peuvent être rattachées à des entités politiques distinctes nées à la suite de cette dissolution. Il est toutefois extrêmement difficile d'isoler les événements survenus dans ces entités au sein de l'URSS avant sa dislocation. La collaboration biélorusse, la collaboration en Ukraine, la collaboration dans les pays baltes ont existé durant la même période. Les raisons de cette collaboration n'ont pas été partout les mêmes, les actions des différents collaborateurs ont varié. Mais il s'agissait toujours de citoyens soviétiques, vivant en URSS et ayant choisi ou s'étant trouvés devant la nécessité de servir les Allemands. Le nombre de peuples concernés s'élève par contre à plusieurs dizaines. Il faut en effet tenir compte des peuples du Caucase et d'Asie occidentale.

## Causes et ampleur du phénomène

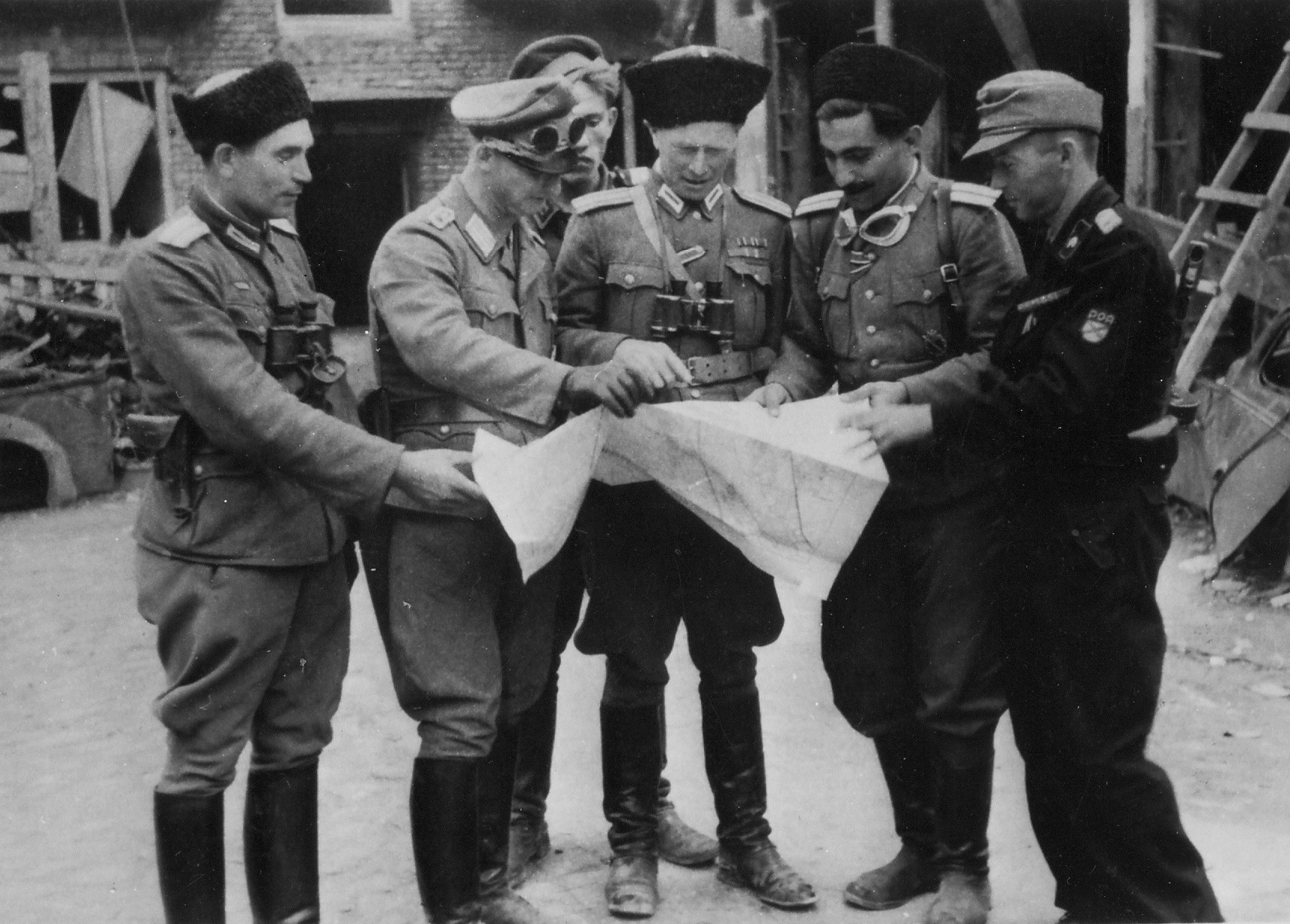
Le major Ivan Denissovitch Frolov au centre avec des officiers du RONA pendant l'Insurrection de Varsovie (1944). L'officier à droite, selon les insignes, semble appartenir à ROA (à en juger aussi par les uniformes, les unités de chars).

C'est parmi les citoyens d'URSS que l'on trouvait le pourcentage le plus élevé de collaborateurs politiques et militaires au sein des états belligérants durant la Seconde Guerre mondiale,. Le phénomène était très répandu, mais selon plusieurs évaluations, la motivation idéologique n'était présente que chez un petit nombre de collaborateurs. Parmi les raisons principales des collaborateurs, il faut surtout retenir le mécontentement de ceux-ci vis-à-vis des pouvoirs soviétiques. Le régime totalitaire de Staline, la collectivisation, la répression stalinienne, l'Occupation des pays baltes, les intérêts mercantiles, les convictions religieuses (par exemple les Vieux-croyants), mais aussi l'activité antisoviétique constante de l'émigration russe blanche,, font que certains considéraient les Allemands comme des libérateurs lors de l'invasion de l'URSS en juin 1941.
La collaboration des citoyens de l'URSS avec l'occupant a pris différentes formes : militaires, politiques, économiques et administratives.
En même temps, comme le prouvent les nombreuses sources à ce sujet, le recrutement des collaborateurs se faisait selon un schéma identique. Dans les camps de prisonniers de guerre étaient placées des affiches par des recruteurs allemands, issus des rangs des Russes blancs, de l'Armée Vlassov ou d'organisations politiques. Ils examinaient les volontaires qui, pour différentes raisons, voulaient entrer au service de l'armée allemande. Se créait ainsi un noyau, qui au fur et à mesure était subdivisé. Les recrues étaient sélectionnées sur base de leur aptitude physique à porter les armes dans l'armée. Elles se trouvaient devant un choix fort limité : soit accomplir leur service dans l'armée allemande, soit mourir de faim. Beaucoup, désespérés, finissaient par choisir de porter l'uniforme allemand, espérant que l'occasion leur soit donnée de passer avec armes et bagages du côté des partisans ou de l'Armée rouge.
Sur les territoires occupés par les forces du Troisième Reich et de ses alliés, vivaient 70 millions de personnes. Entre 1940 et 1945, ce sont environ 1,5 million de citoyens soviétiques qui ont servi dans la Wehrmacht. Tous peuples confondus (pour la seule année 1944 déjà près d'un million), plus de 3 millions de Russes ont été soumis aux travaux forcés au sein du territoire occupé par les forces du Troisième Reich.
Selon Sergueï Markedonov, « rien que pour les Cosaques, entre octobre 1941 et avril 1945, 80 000 personnes sont passées du côté allemand parmi lesquelles en réalité seules 15 000 à 20 000 étaient réellement d'origine cosaque ». En janvier 1943, 30 détachements de Cosaques avaient déjà été constitués, composés en tout de 20 000 hommes.
Selon Cyrill Alexandrov, ont servi comme militaires du côté allemand entre 1941 et 1945 environ 1,24 million de citoyens d'URSS : 400 000 Russes (parmi eux 80 000 Cosaques), 250 000 Ukrainiens, 150 000 représentants des peuples d'Asie centrale (Tajiks, Uzbeks),90 000 Lettons, 70 000 Estoniens, 40 000 représentants des peuples de la Volga, 38 500 Azéris, 37 000 Lituaniens, 28 000 représentants des peuples du Caucase du sud, 20 000 Biélorusses, 20 000 Géorgiens, 20 000 Tatars de Crimée, 20 000 Allemands de Russie, 18 000 Arméniens, 5 000 Kalmouks, 4 500 Ingriens (faisant partie de l'armée finlandaise) ; les données ne sont pas connues en ce qui concerne les Moldaves.

### Collaboration idéologique
Anatoli Makridi, rédacteur du journal nazi d'occupation en langue russe Pour la Patrie, explique ainsi l'origine de ses convictions, et celle des collaborateurs russes pendant la Seconde Guerre mondiale :
« Il me semble que ceux que l'on appelle à mauvais escient "collaborateurs" ne cachaient pas une recherche d'avantages personnels, mais qu'ils raisonnaient de manière semblable : avec n'importe quels occupants nazis il serait possible de réussir à travailler, sans problèmes importants durant des années, mais qu'avec les bolchéviks cela n'avait jamais marché et cela ne marcherait jamais. »
Lydia Tymofeïevna Ossipova (née Poliakov) exprimait des sentiments proches de ceux d'Anatoli Makridi dans son « Journal d'un collaborateur » :
« Peu importe comment sont les Allemands, ils ne seront pas pire. Nous pourrions vivre sans eux. Chez tout le monde ce sentiment apparaissait suivant lequel était enfin arrivé ce que nous attendions et que nous n'osions même pas espérer, mais que dans le fond de notre âme nous avions toujours attendu si fortement. Et si cet espoir n'avait pas existé, il n'aurait pas été possible de vivre. Mais que les Allemands vont gagner, cela ne fait pas de doute. Excusez-moi Seigneur ! Je ne suis pas un ennemi de ma patrie, de mon peuple. Je ne suis pas un dégénéré. Mais il faut regarder la vérité en face : nous tous, toute la Russie, espère avec passion la victoire des ennemis. Ce maudit système nous a tout volé et même notre sentiment patriotique.  »
Ce journal fut publié par l'historien Oleg Bounditskiï qui lui-même considérait que de tels motifs de collaboration étaient absurdes et qu'il les traitait souvent de « pacte avec le diable »,,.

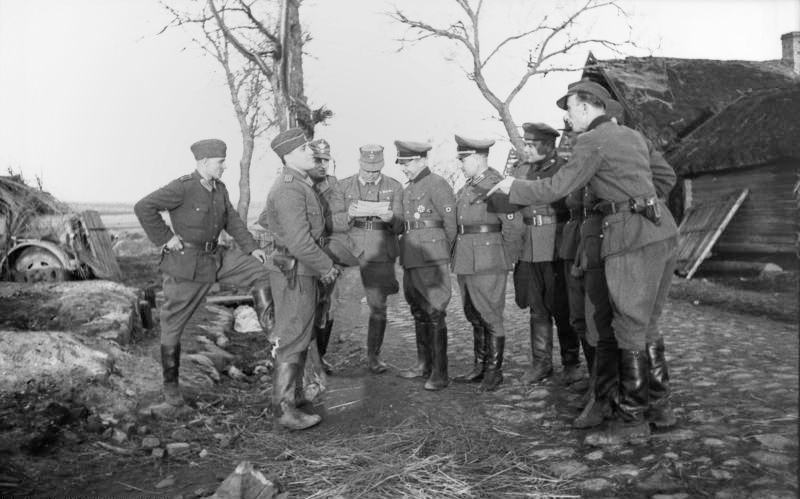
Bundesarchiv Bild 101I-280-1075-15A, Russie, Bronislaw Kaminski avec des officiers de police.

Roman Redlikh, qui collabora avec la Wehrmacht, activiste au sein de l'Union des solidaristes russes (NTS), et qui pensait à une troisième voie (« Ni avec Hitler, ni avec Staline, mais avec le peuple russe ! »), décrivait les motifs de la collaboration de beaucoup, par exemple de Bronislaw Kaminski, fondateur de l'Armée populaire russe de libération (RONA) comme étant exclusivement antisoviétiques. L'auteur des livres populaires, Alexandre Kazantsev, lui-même collaborateur écrivait que beaucoup de collaborateurs russes se voyaient comme une « troisième force », et lui-même se joignait à leurs rangs. Leur collaboration avec les ennemis Allemands apparaissait comme nécessaire dans le but de vaincre le peuple russe esclave de la « dictature communiste cruelle » et en fin de compte d'atteindre certains des objectifs des russes eux-mêmes.

## Étape préliminaire
En 1941 le commandement allemand ne possédait aucun plan en vue de la création d'un organisme destiné à coordonner différents mouvements de collaboration. Une partie des volontaires Hiwi fut utilisée par la Wehrmacht, et dans les territoires occupés ils constituèrent des détachements de police auxiliaire.
À la fin de 1941 et au début 1942, dans les camps de concentration se formèrent spontanément des groupes d'activistes qui espéraient soutenir le commandement allemand. Parmi eux un des plus actifs fut Siméon Maltsev, fondateur du Parti populaire du travail. Au début, il réussit à attirer l'attention et des Allemands et des mouvements d'émigrants russes. Cependant après l'arrivée de Vlassov, son principal concurrent, l'influence de Maltsev diminua tant et si bien qu'il finit par se retrouver dans un camp de concentration où, selon toute vraisemblance, il mourut.

## Vlassov et l'Armée de libération russe (ROA)

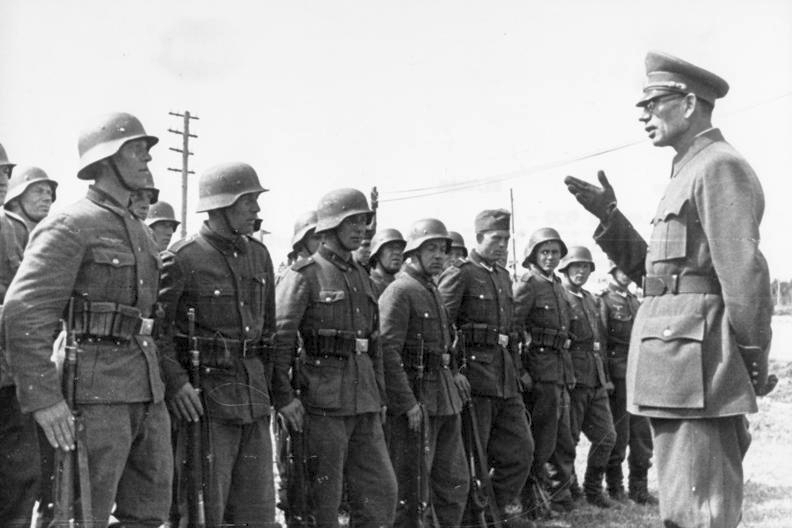
General Vlassov avec des soldats du ROA.

De petites unités de collaboration se formèrent en Allemagne avec des prisonniers de guerre dès l'automne 1941. Outre de prisonniers de guerre et d'activistes du ROA, elles étaient en outre composées d'un petit nombre d'officiers des Armées blanches ou ayant déserté l'Armée rouge. Andreï Vlassov, général-lieutenant était à la tête du ROA. Le but de ce mouvement était de renverser le pouvoir soviétique.
Parmi les chefs de cette armée il y avait aussi les généraux V. I. Angeleev, V. F. Belogortsev, S. K. Gorodin, des colonels K. Kromiadi, I. K. Sakharov et d'autres encore. Donnaient également leur appui : les généraux, Alexei von Lampe, N. N. Golovin, V. V. Kreiter, les généraux Atamans du Don G. V. Tatarkin et V. G. Naoumenko. Le capitaine V. K. Schtrik-Shtrikfeld qui avait servi dans l'armée allemande fit également beaucoup pour la création de la ROA.
Après le début de la campagne du ministère de la Propagande du Troisième Reich qui soutenait l’« armée Vlassov » (qui en réalité n'existait pas encore vraiment à ce moment-là) tous les citoyens soviétiques apprirent l'existence des Vlassovtsy et leur activité au sein de la Wehrmacht.
Il existait toutefois un antagonisme entre les anciens prisonniers soviétiques et les émigrants blancs, et finalement ce sont ces derniers qui furent évincés de la direction de la ROA. La plupart d'entre eux avaient servi dans d'autres formations de bénévoles qui n'étaient pas liées au ROA (ce n'est que quelques jours seulement avant la fin de la guerre qu'elles furent formellement rattachées au ROA) : le Corps Russe, la brigade du général A. V. Tourkoul en Autriche, le 1er régiment russe de l'Armée nationale appelé « Varyag » du colonel M. A. Semenov, le régiment spécial du colonel Krzyzanowski, et le 15e corps de cavalerie Cosaque.
La plupart des membres du ROA fut livrée aux autorités soviétiques à la fin de la guerre.

### Comité de libération des peuples de Russie (KONR)
Le Comité de libération des peuples de Russie (KONR) est un organe qui était placé sous la direction du général Andreï Vlassov, qui a été uni, en tout cas formellement, à une série d'organisations russes qui collaboraient avec le Troisième Reich. Il fut fondé le 14 novembre 1944. Sa plate-forme politique était le « Manifeste des mouvements de libération des peuples de Russie » (Manifeste de Prague). Andreï Vlassov dirigeait l'organe politique du KONR. Le professeur Fedor Bogatyrtchouk représentait le conseil national de l'Ukraine et N. N. Boudzilovitch celui de Biélorussie.
La plupart des membres du KONR furent rapatriés en Union soviétique à la fin de la guerre et exécutés, à la suite de la décision de la cour martiale.

## Armée russe de libération populaire (RONA)

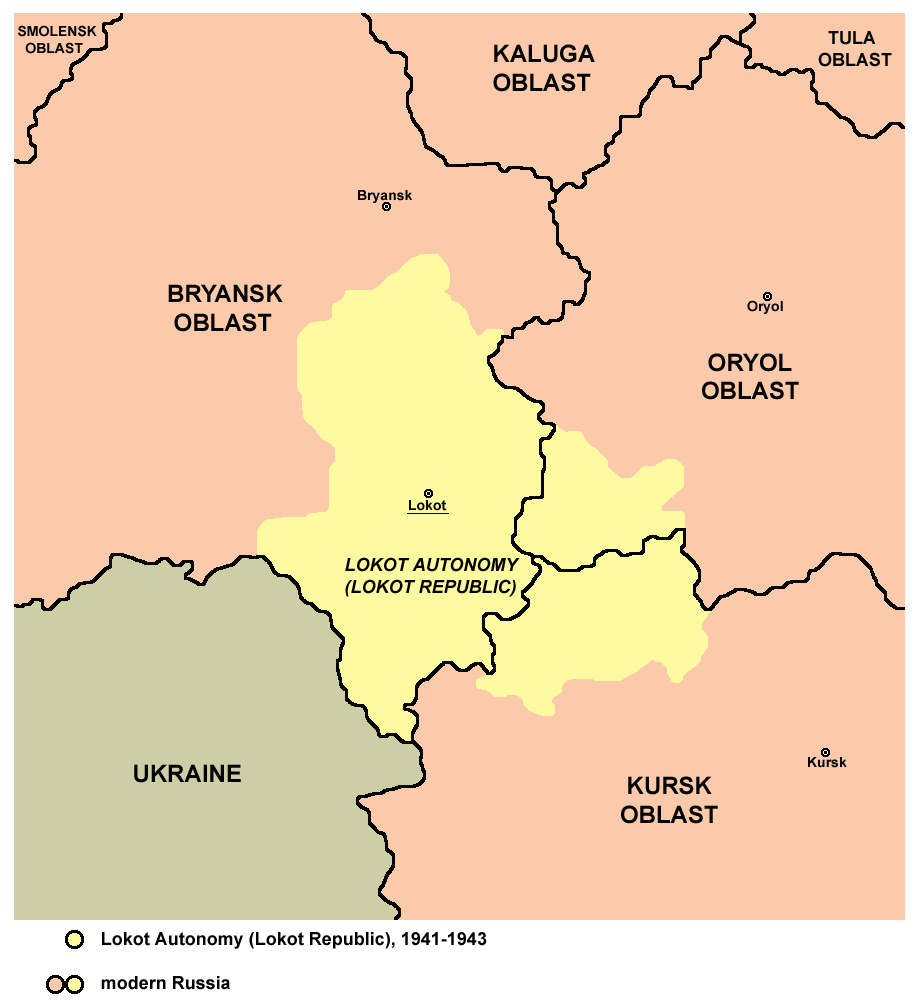
république Lokot, carte.

### 29edivision SS de grenadiers RONA
Le RONA (Armée russe de libération populaire, Brigade Kaminski) est une formation militaire de collaborateurs créée par Bronislaw Kaminski sur le territoire de la "République Lokot" pendant la Seconde Guerre mondiale, durant les années 1941—1945.
Au début, cette formation RONA agissait contre les Partisans soviétiques dans l'oblast de Briansk. À l'été 1943, le RONA commença à subir de lourdes pertes malgré l'aide allemande. Plusieurs attaques de partisans réussirent à les atteindre. Mais les membres du RONA prirent également part à l'opération désastreuse pour les Allemands appelée « Citadelle » à la bataille de Koursk. Ils furent contraints par la suite de quitter la République Lokot, ensemble avec 50 000 civils et les armées allemandes en retraite.
En 1944, la Brigade Kaminski a été rebaptisée la 29e Division de grenadiers SS. À cette période, cette division tentait d'anéantir le mouvement des partisans en Biélorussie. Au cours de ces opérations Bronislaw Kaminski reçut la croix de fer.
En août 1944, lorsque l'Armia Krajowa participa au soulèvement de Varsovie, la brigade Kaminski prit une part active dans les combats, se distinguant par sa participation aux meurtres de civils et au pillage. Après la mort supposée de Kaminski, le reste de sa brigade rejoignit les rangs du ROA de Vlassov.
En octobre 1944, la formation est dissoute et rejoint pour ce qu'il en reste, la division SS italienne. Une partie est également affectée à la formation de la 600e Division d'infanterie.

### 30edivision SS de grenadiers RONA
La 30e division SS de grenadiers fut formée en août 1944.
Elle fut formée sur la base de la brigade de police « Siegling », qui se composait de bataillons de police ukrainiens et biélorusses. Elle fut, dès lors, formée comme la 30e division de grenadiers de la SS (Bélarus). Dissoute en décembre 1944, son personnel a été intégré à l'armée Vlassov et les officiers allemands dans la 25e et la 38e division SS de grenadiers Nibelungen.

### Uniformes et signes distinctifs
Les brigades se distinguaient peu par leur apparence des détachements de partisans. Elles ne disposaient pas d'uniformes particuliers. À la fin de 1942, le RONA reçu de vieux uniformes de l'armée tchécoslovaque. En mai 1943, un insigne fut ajouté portant un bouclier avec une croix de Saint-André, noire sur un fond blanc et lettres jaunes en russe «РОНА». Les officiers de la brigade portaient des pattes du POA, de la Wehrmacht et des SS. Les soldats n'avaient la plupart du temps pas d'insignes distinctifs. Dans la même région, après la retraite du RONA, la résistance de la population aux autorités soviétiques, accompagnés d'affrontements armés fréquents avec les unités du NKVD, se poursuivit sur le territoire de Briansk et d'Orel, jusqu'à 1951.

## Armée cosaque

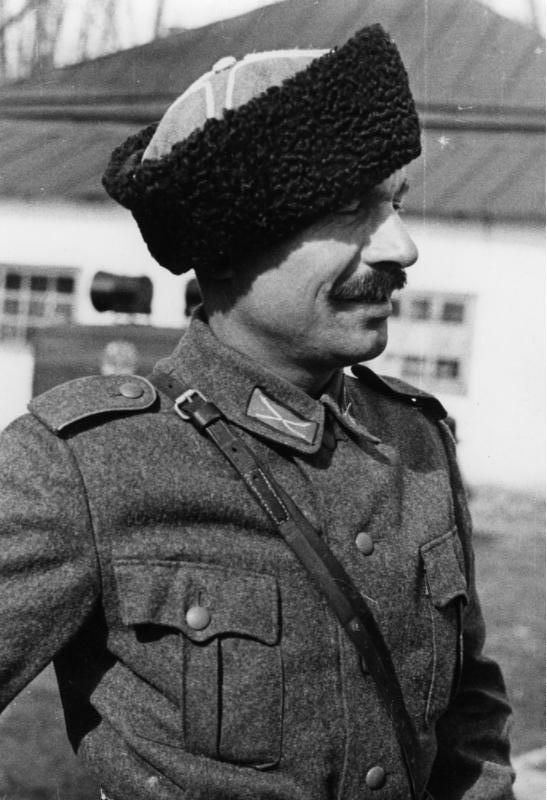
Cosaque dans la Wehrmacht

À la différence d'autres projets, tels que ceux de former des unités avec des anciens citoyens d'URSS, celui de former des unités cosaques fut favorablement accueillie par Adolf Hitler et ses proches collaborateurs, du fait de sa théorie suivant laquelle les cosaques avaient des sources proches de celles des Goths à la différence des Slaves et qu'ils pouvaient donc être considérés comme des Aryens. Quelques leaders cosaques avaient d'ailleurs soutenu Hitler au début de sa carrière.
À la fin octobre 1942 dans les territoires occupés par les forces allemandes à Novotcherkassk eut lieu une réunion des Cosaques avec l'autorisation des Allemands au cours de laquelle furent choisis les membres de l'état-major de l'armée du Don. Les formations cosaques au sein de la Wehrmacht s'organisent dans les territoires occupés et parmi les milieux d'émigrés. C'est un ancien colonel de l'armée du tsar, Sergueï Pavlov, qui dirigea la création des unités. Il avait été ingénieur à l'époque soviétique dans une des usines de Novotcherkassk. Il était soutenu dans son entreprise par Piotr Krasnov.

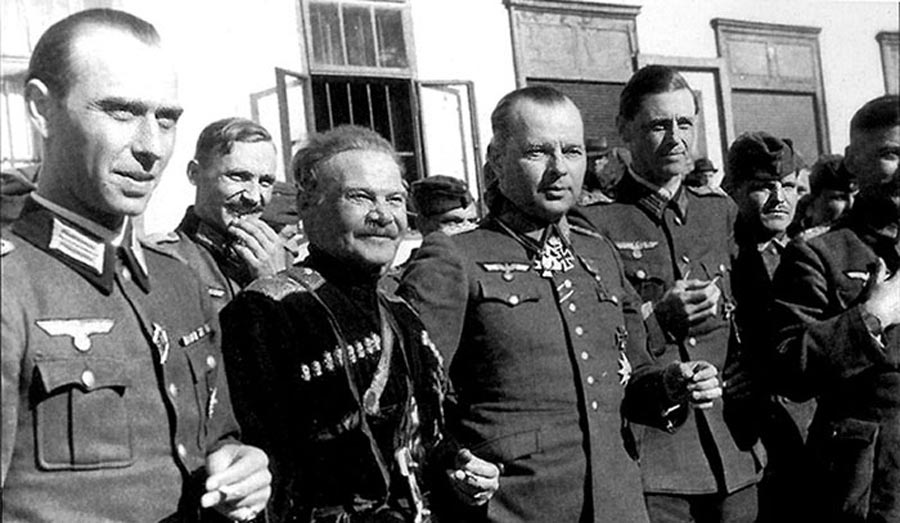
Généraux Andreï Chkouro et Helmuth von Pannwitz.

En 1994, en l'honneur d'Helmuth von Pannwitz, d'Andreï Chkouro, de Piotr Krasnov, de Sultan-Girei Klitch, de Timophée Domanov et d'autres collaborateurs une plaque commémorative fut élevée à Moscou. L'inscription suivant figure sur cette plaque : « Aux combattants des forces interarmes du Corps russe, de l'Armée cosaque, des cosaques du 15e corps SS de cavalerie cosaque, tombés pour leur foi et pour leur patrie ». La plaque se trouve à l'Église de tous les Saints à Moscou, avenue de Leningrad, 73 et jusqu'à présent son caractère provoquant a donné lieu dans la presse à des réactions pour le moins diverses (allant jusqu'à sa destruction) dues surtout au fait de sa situation à l'endroit où se rassemblent les groupes néo-nazis. La plaque a été installée avec l'appui financier des compagnons du 15e corps SS de cavalerie cosaque du général Helmuth von Pannwitz, avec le soutien du groupe des vétérans allemands de la Seconde Guerre mondiale et des émigrés russes-blancs. Le 8 mai 2007, la veille du Jour de la Victoire la plaque a été détruite par des personnes non identifiées,.

### 15ecorps SS de cavalerie cosaque
Ivan Kononov est une figure très originale du commandement cosaque. Il participa à la guerre d'Hiver de 1939-1940. Il était major dans l'Armée rouge, décoré de l'ordre de l'Étoile Rouge, colonel dans la Wehrmacht, décoré des croix de fer de seconde et première classe.

## Irearmée russe (Wehrmacht)
(Division « Russland »)
La 1e armée russe (Wehrmacht) (appelée ainsi depuis mars 1945 (en russe «1-я Русская национальная армия»)) — formation armée créée à la fin de la Seconde Guerre mondiale au sein de la Wehrmacht sous la direction du général Boris Smyslovski (général-major de la Wehrmacht, utilisant le pseudonyme d'Arthur Holmston).
Elle fut créée à la suite de divergences de vues entre Boris Smyslovski et Andreï Vlassov. Smyslovski considérait contrairement à Andreï Vlassov que ces forces n'étaient qu'une fraction de la Wehrmacht.

## Corps russe (Serbie)
Corps Russe (Corps russe de protection, Corps russe en Serbie (allemand : Russisches Schutzkorps Serbien) — fut organisé en 1941 après l'occupation de la Yougoslavie par les nazis. Il y avait à cette époque de nombreux officiers russes-blancs. L'été 1941, la Yougoslavie fut traversée par une vague d'exécution d'émigrants russes et de leur famille par les partisans communistes. Le général-major M. F Skorodoumov se lança, avec des organisations russes, dans l'organisation de la protection des émigrés russes. Le 12 septembre 1941, il décida de constituer le Corps Russe séparé, avec l'accord du colonel allemand Kevich. Skorodoumov tenta d'obtenir le maximum d'autonomie pour ce Corps Russe de la part du commandement allemand, ce qui entraina un conflit à la suite duquel Skorodoumov fut arrêté par les Allemands. La constitution du Corps se poursuivit toutefois sous le commandement d'un autre émigrant russe : Boris Chteifon.
Le Corps constitué avait comme fonction principale la protection des territoires yougoslaves des attaques des partisans du maréchal Tito. En 1944, les Allemands exigèrent du Corps Russe qu'ils couvrent leur retraite de Grèce. À cette époque, le Corps prit part à des combats non seulement contre les partisans de Tito mais également contre l'Armée rouge et ses nouveaux alliés bulgares et roumains. L'hiver 1944—1945, après la création de l'Armée Vlassov, Boris Chteifon rencontra Vlassov et ils décidèrent de réunir le Corps Russe au ROA. À cette époque le Corps Russe se retira sur la Slovénie.

## Hiwi
Durant la Seconde Guerre mondiale, les Hiwi ou Hilfswilliger étaient des volontaires recrutés parmi la population des territoires occupés d'Europe de l'Est qui servirent d'auxiliaires dans la Wehrmacht.
La plupart des « Hiwis » (« Hilfswillige » — « auxiliaires volontaires ») qui faisaient partie de la Wehrmacht ou de la Luftwaffe n'avaient aucun rapport ni avec le ROA ni avec l'Armée Vlassov, ni avec les SS. Au début, ils furent équipés et habillés d'uniformes allemands ordinaires ou pris à l'ennemi, mais auxquels étaient ajoutés des cocardes et des galons et des chevrons. Mais après l'apparition du général Vlassov, et dans un but de propagande, des galons ROA furent cousus à leur uniforme, donnant ainsi l'illusion d'être les soldats d'un corps d'armée très nombreux.
Les gardes Trawniki furent également auxiliaires volontaires mais servirent de soutien logistique aux bataillons de l'Orpo et aux SS pendant l'opération Reinhard, ou en tant que gardiens de camps de concentration ou d'extermination,.

## Souvenir

### Monuments et mémorials consacrés aux collaborateurs russes
- Mémorial dans la ville autrichienne de Linz (Autriche), dédié aux Atamans, Piotr Krasnov, Andreï Chkouro, au général allemand Helmuth von Pannwitz et à tous les Cosaques du 15e corps SS de cavalerie cosaque et aux membres de leur famille.
- Pierre du souvenir « À la guerre de libération des russes par l'armée de Vlassov» dans la ville de Plattling près de Munich en Allemagne.
- Mémorial, monument aux « Combattants du mouvement russe de libération ROA », chapelle orthodoxe en souvenir des « Combattants du Corps Russe ayant combattu dans les Balkans en 1941—1945 », Novo-Diveevo, environs de New York, États-Unis.
- Monument aux Cosaques de l 'Armée Cosaque — Glendor, Los Angeles, États-Unis.
- Monument aux Cosaques de l'Armée Cosaque construit au cimetière orthodoxe Saint-Vladimir dans la ville de New Jersey aux États-Unis.
- Église catholique de la Très Sainte-Vierge Mère de Dieu, dédiée au souvenir des Cosaques du 15e corps SS de cavalerie cosaque- Italie du sud, village de Timay, oblast de Frioul.
- Croix-souvenir aux «Combattants de l'armée russe de libération (RОА)», Armée Vlassov élevée au cimetière Olshanskom Prague, République tchèque.
- Plaque commémorative dédiée à Helmuth von Pannwitz, Andreï Chkouro, Piotr Krasnov, Sultan-Girei Klitch], Timofée Domanov et d'autres — « Aux combattants de l'inter-arme russes, au Corps Russe, à l'Armée Cosaque, aux cosaques du 15e corps SS de cavalerie cosaque, tombés pour leur foi et leur patrie » — À l'église de tous les Saints à Moscou avenue de Leningrad. Le 8 mai 2007 veille du Jour de la Victoire (9 mai), le panneau a été détruit par des personnes non-identifiées mais qualifiée par certains d'anti-fascistes[19],[20].
- Le 4 août 2007 dans le village de Yelankoï (Oblast de Rostov) a été ouvert un complexe à la mémoire des « Cosaques du Don dans leur lutte contre les Bolchéviques » ainsi qu'un monument à Piotr Krasnov. Le complexe se compose d'un musée et d'une salle d'archives

### Tentative de réhabilitation
Les organisations nationalistes et monarchistes, aussi bien dans la fédération de Russie qu'à l'étranger se sont adressées plus d'une fois aux organes de la fédération pour demander la réhabilitation de collaborateurs russes.
Comme motif principal de leurs demandes ils invoquaient l'opinion suivant laquelle les collaborateurs ne se battaient pas pour l'Allemagne mais pour l'héritage historique de la Russie, poursuivant le combat des Armées blanches, remplissant leurs devoirs de chrétiens orthodoxes.
Les demandes fondées sur ces motifs s'élevèrent à des centaines parmi lesquelles on peut noter celles de généraux "blancs" Andreï Chkouro, Domanov, Piotr Krasnov, Smyslovskiï, Chteifon, etc.
Le Collège militaire de la Cour suprême de la fédération de Russie du 25 décembre 1997 a conclu à la culpabilité de Piotr Krasnov, Sultan Girei Klitch, et T. Domanov. Ils n'obtinrent pas leur réhabilitation.
« 
À quel titre une personne peut-elle prendre une attitude défaitiste, qui n'est pas habituelle dans la nature humaine ? Si c'est au nom de la vie c'est une chose, si c'est au nom d'Hitler c'en est une autre tout à fait différente. Les hommes qui ont combattu du côté d'Hitler pouvaient seulement espérer que le régime horrible existant en Russie fût changé en un autre, plus horrible encore. Beaucoup d'anciens collaborateurs affirment maintenant sérieusement qu'au début de leur collaboration ils voulaient détruire le bolchevisme, puis libérer la Russie des nazis par d'autres moyens dont ils connaissaient à l'évidence la teneur. Je ne doute pas un instant qu'un calcul comme celui-là n'a pas été fait dans plus d'un cas sur 100. S'il a été possible, il est en tout cas le meilleur moyen de prouver la naïveté et le simplisme politique de leur auteur. (Marc Abdanov, lettre à Vasili Maklakov du 7 septembre 1948).
Cependant c'est un avis personnel et je répète que l'idée n'est pas de figer les anciens collaborateurs comme des images toutes faites, de les marquer pour toujours. Je sais parfaitement comment vivaient les gens en Russie et qu'ils peuvent bénéficier de « circonstances atténuantes ».
 »
L'historien Cyrill Aleksandrov considère quant à lui que la réhabilitation du général Andreï Vlassov (qui a été pendu en 1946) ainsi que de ses frères d'armes a déjà eu lieu : en 1992 la Cour constitutionnelle de la fédération de Russie, après examen du dossier du Parti communiste de l'Union soviétique, a émis un arrêt sur l'abrogation des condamnations qui avaient été prononcées contre les chefs de parti,.

## Formations de collaborateurs
- 1e armée russe (Wehrmacht)
- 29e division SS de grenadiers RONA
- Union des solidaristes russes
- Armée Vlassov
- Hiwi
- 15e corps SS de cavalerie cosaque
- Trawniki

### Personnalités
- Alexandre Alekhine
- Semion Bytchkov (aviateur)
- Andreï Vlassov
- Bronislaw Kaminski
- Ivan Kononov
- Piotr Krasnov
- Nikolaï Markov
- Alexei von Lampe
- Helmuth von Pannwitz
- Vladimir Kirillovitch de Russie
- Anton Tourkoul
- Andreï Chkouro
- Vassili Biskoupski
- Sergueï Bouniatchenko
- Konstantin Rodzaïevsky
- Mikhaïl Skorodoumov
- Boris Smyslovski
- Mandel Szkolnikoff
- Anastasy Vonsyatsky
- Konstantin Voskoboïnik

## Reflets dans la littérature
- Vassil Bykaw Василь Быков. Сотников / Повести. Днепропетровск: Проминь, 1987
- Alexandre Karassiov Александр Карасёв. Предатель. (рассказ) // «Урал» no 8, 2009